# AFI's Greatest Movie Musicals

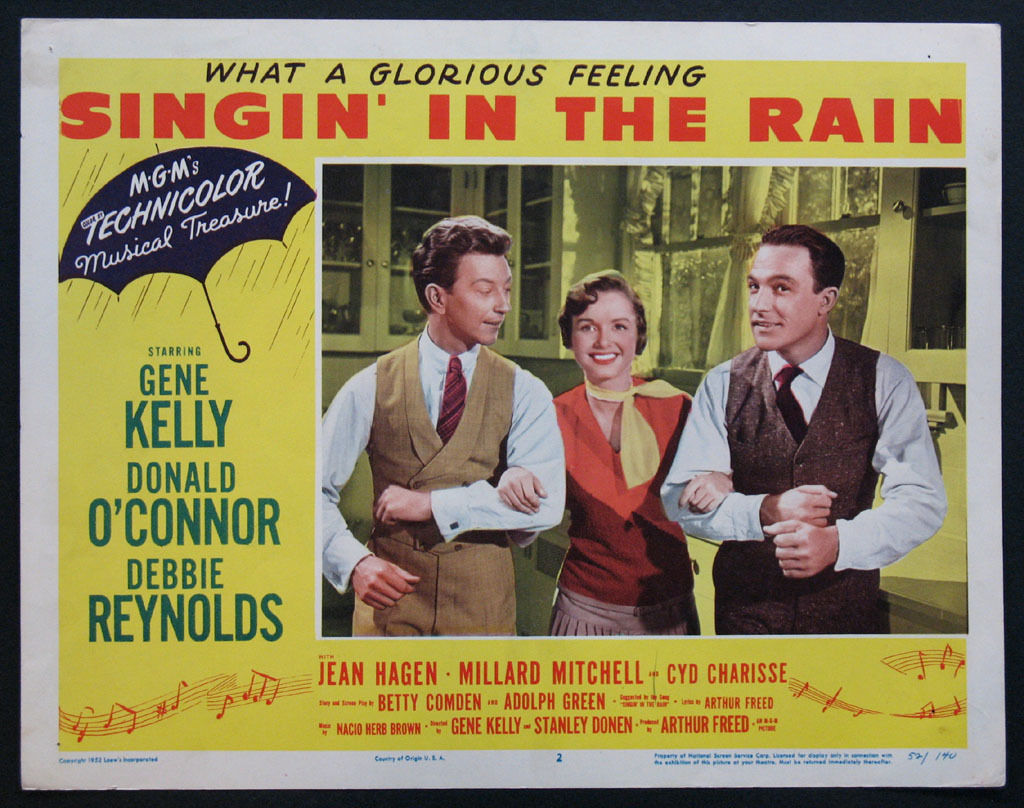
På första plats: Singin' in the Rain (1952).

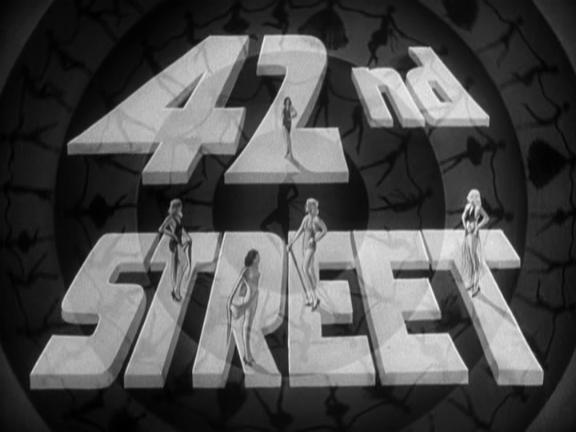
På trettonde plats: 42:a gatan (1933).

AFI's Greatest Movie Musicals är en lista över de främsta musikalerna inom amerikansk film. Listan presenterades av American Film Institute på Hollywood Bowl den 3 september 2006. Till skillnad från de flesta tidigare listor innehåller den endast 25 vinnare och presenterades inte i ett TV-program.

## Lista
| #  | Film                   | Regissör                   | År   | Studio           |
| -- | ---------------------- | -------------------------- | ---- | ---------------- |
| 1  | Singin' in the Rain    | Gene Kelly Stanley Donen   | 1952 | MGM              |
| 2  | West Side Story        | Robert Wise Jerome Robbins | 1961 | United Artists   |
| 3  | Trollkarlen från Oz    | Victor Fleming             | 1939 | MGM              |
| 4  | Sound of Music         | Robert Wise                | 1965 | 20th Century Fox |
| 5  | Cabaret                | Bob Fosse                  | 1972 | Allied Artists   |
| 6  | Mary Poppins           | Robert Stevenson           | 1964 | Disney           |
| 7  | En stjärna föds        | George Cukor               | 1954 | Warner Bros.     |
| 8  | My Fair Lady           | George Cukor               | 1964 | Warner Bros.     |
| 9  | En amerikan i Paris    | Vincente Minnelli          | 1951 | MGM              |
| 10 | Vi mötas i St. Louis   | Vincente Minnelli          | 1944 | MGM              |
| 11 | Kungen och jag         | Walter Lang                | 1956 | 20th Century Fox |
| 12 | Chicago                | Rob Marshall               | 2002 | Miramax          |
| 13 | 42:a gatan             | Lloyd Bacon Busby Berkeley | 1933 | Warner Bros.     |
| 14 | Showtime               | Bob Fosse                  | 1979 | 20th Century Fox |
| 15 | Top Hat                | Mark Sandrich              | 1935 | RKO              |
| 16 | Funny Girl             | William Wyler              | 1968 | Columbia         |
| 17 | Den stora premiären    | Vincente Minnelli          | 1953 | MGM              |
| 18 | Yankee Doodle Dandy    | Michael Curtiz             | 1942 | Warner Bros.     |
| 19 | New York dansar        | Gene Kelly Stanley Donen   | 1949 | MGM              |
| 20 | Grease                 | Randal Kleiser             | 1978 | Paramount        |
| 21 | Sju brudar, sju bröder | Stanley Donen              | 1954 | MGM              |
| 22 | Skönheten och odjuret  | Gary Trousdale Kirk Wise   | 1991 | Disney           |
| 23 | Pysar och sländor      | Joseph L. Mankiewicz       | 1955 | MGM              |
| 24 | Teaterbåten            | James Whale                | 1936 | Universal        |
| 25 | Moulin Rouge!          | Baz Luhrmann               | 2001 | 20th Century Fox |